# Grecia Castillo
Grecia Castillo Gil (Hermosillo, Sonora; 5 de octubre de 1993) es una comediante, escritora, guionista y lingüista, conocida como la Pinchi Grecia en el mundo del stand-up. 

## Trayectoria
Es licenciada en lingüística por la Universidad de Sonora y maestra en estudios mesoamericanos en la UNAM. Sus inicios en la comedia los realizó en Hermosillo, en donde por tres años junto con otros compañeros impulsaron la comedia con micrófono abierto en la región noroeste. Viajó a la Ciudad de México para estudiar su posgrado y foguearse en el mundo de la comedia stand-up. Actualmente se dedica a generar contenido digital para televisión y plataformas de internet. 
En dos ocasiones presentó su show de stand-up en Comedy Central, es co-host en el podcast Mira Mami con Poly Díaz, y antes compartió micrófonos con Pablo Araiza en el podcast El poder de la amistad. Ambos en la plataforma de Spotify. Forma parte del programa EntreRedes de Oncedigital. 
Impulsa a otras mujeres a que participen en la comedia y como parte de estos esfuerzos, participó en el Comedy Fem Fest, un evento que busca hacer una comunidad femenina alrededor de la comedia, este evento ofrece además de espectáculo al público, talleres y charlas con comediantes con mayor experiencia. Este festival en tres días logró reunir a 60 comediantes en el escenario. También formó parte del elenco del Festival Centro América Ríe que se llevó a cabo en El Salvador. 
Grecia Castillo realiza presentaciones en vivo en distintos foros de la república mexicana y el extranjero, llevando la perspectiva del humor de las mujeres a los escenarios.
Participó en la sexta temporada de LOL: Last One Laughing México, en la temporada 2023, un programa de competición de comedia de Amazon Prime Video conducido por el actor mexicano Eugenio Derbez. En esta temporada fue una de las finalistas, quedó eliminada por amonestaciones, quedando como ganador a Chingu Amiga. El elenco que participó en esta temporada estuvo compuesto por: Mario Aguilar, Isaac Salame, María Chacón, Álex Flores, Juan Bertheau, El Macaco, Ricardo Polanco, Lapizito y Chingu Amiga, además de El Capi Pérez.